# Heligmonevra nigrostriata
Heligmonevra nigrostriata là một loài ruồi trong họ Asilidae. Heligmonevra nigrostriata được Engel miêu tả năm 1930. Loài này phân bố ở vùng Tân nhiệt đới.